# Alfred Funk
Alfred Funk (* 27. Juni 1897 in Königsberg; † 16. November 1943 in Rowno) war ein deutscher Richter und Nationalsozialist.

## Leben
Funk meldete sich mit 17 Jahren freiwillig zum Kriegsdienst im Ersten Weltkrieg. Als Pionieroffizier verlor er beide Arme und einen Großteil seines Hör- und Sehvermögens. Vom Lazarett aus begann er ein Studium der Rechtswissenschaft an der Albertus-Universität Königsberg. 1916 trat Funk dem Corps Littuania bei und wurde er Mitglied der Deutschen Vaterlandspartei. Später schloss er sich der Deutschvölkischen Freiheitspartei an. 1922 gründete er in Königsberg die erste Ortsgruppe des Stahlhelms. Im selben Jahr wurde er dort zum Dr. iur. promoviert.
Seit 1927 war Funk im Justizdienst tätig. November 1933 trat er der Sturmabteilung bei, in der er zum SA-Oberführer aufstieg. Zum 1. Mai 1937 schloss er sich der NSDAP an (Mitgliedsnummer 4.926.042). Als Sonderbevollmächtigter von Max Blunck suspendierte er das Corps Baltia Königsberg am 6. März 1934. Zwischen 1936 und 1939 war er Vorsitzender des Sondergerichts am Land- und Amtsgericht (Königsberg). Er wurde Landgerichtsdirektor in Elbing und 1943 Landgerichtspräsident im Landgericht Zichenau im neuen Regierungsbezirk Zichenau. Seit 1939 Senatspräsident am Oberlandesgericht Königsberg, wurde er Überleitungskommissar für das Memelland beim Landgericht Memel. Zudem war er Leiter des Hauptamts Rechtswesen bzw. der Hauptabteilung Rechtswesen im Reichskommissariat Ukraine. Ferner war er Leiter des deutschen Obergerichts in Rowno. In Rowno wurde er von Nikolai Iwanowitsch Kusnezow im Gerichtssaal erschossen.